# Paul Rodgers
Paul Bernard Rodgers (Middlesbrough, 17 dicembre 1949) è un cantautore, polistrumentista e compositore britannico.
È noto prevalentemente come vocalist dei gruppi Free, Bad Company e Queen + Paul Rodgers. Ha anche collaborato con il chitarrista Jimmy Page in The Firm e con Slash; successivamente ha continuato proseguendo la sua attività con una prolifica carriera solista. Il musicista ha realizzato, a partire dalla metà degli anni Ottanta: Cut Loose (1983), Muddy Water Blues: a tribute to Muddy Waters (1993) che riceve una nomination ai Grammy e che vede anche una serie di collaborazioni importanti con altri artisti Slash, Richie Sambora dei Bon Jovi, Jeff Beck, Steve Miller, Buddy Guy, e David Gilmour dei Pink Floyd, Now (1997), Electric (2000), Live in Glasgow (2007), The Royal Sessions (2013).

## Biografia

### Free
Nel 1968 nascono i Free quando Paul Kossoff e Simon Kirke, chitarrista e batterista dei Black Cat Bones, incontrarono Paul Rodgers mentre si esibiva in un locale con la sua band Brown Sugar. Come bassista venne preso un sedicenne di nome Andy Fraser. La band cominciò ad esibirsi nei locali e nell'anno stesso in cui si costituirono, firmarono un contratto discografico con la "Island" e così nacque il primo album in studio Tons of Sobs. Una canzone scritta da Rodgers e Fraser - "All right now" – riesce a conquistare la classifica in diversi paesi nel 1970. La band incominciò a decadere quando abbandonarono la band Paul Kossoff e Andy Fraser. I membri rimanenti assunsero il bassista giapponese Testu Yamauchi e il pianista/organista John Bundrick (che aveva già collaborato con i membri del gruppo nel progetto Kossoff, Kirke, Tetsu and Rabbit), mentre il ruolo di chitarrista fu provvisoriamente preso da Rodgers stesso. Con questa formazione la band registrò l'ultimo album: Heartbreaker. La band si sciolse quando Paul Rodgers e Simon Kirke si unirono ai Bad Company. Durante la formazione del gruppo, Rodgers rifiutò due richieste di entrare in formazione nei The Doors e nei Deep Purple.

### Bad Company
I Bad Company sono un supergruppo hard rock britannico formato nel 1974. Il gruppo è stato fondato da Paul Rodgers (voce) e Simon Kirke (batteria) ex componenti dei Free, con Mick Ralphs (chitarra solista) ex dei Mott the Hoople e da Boz Burrell (basso) ex dei King Crimson.

### The Firm
Nel 1984 si unisce a Jimmy Page e dà luce al progetto the Firm. Due album "The Firm" e "Mean business" due tour e lo scioglimento nel 1986.

### Queen + Paul Rodgers

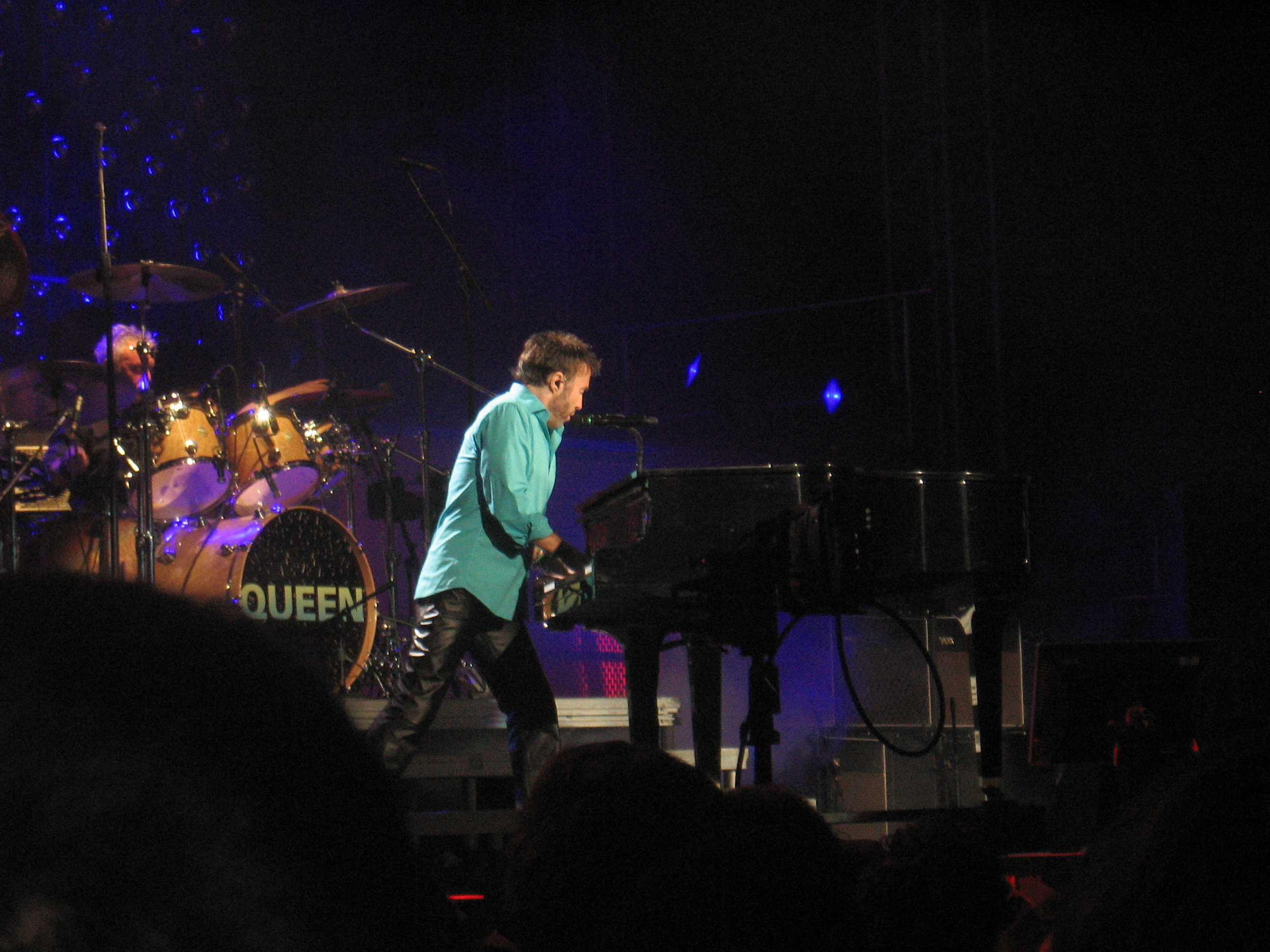
Paul Rodgers in concerto con i Queen a Roma nel 2008

Il gruppo rock britannico dei Queen propose a Rodgers di essere la voce solista del loro tour europeo del 2005. La band così formata fu denominata Queen + Paul Rodgers per sottolineare come la sua presenza sul palco fosse una collaborazione e non una sostituzione dello storico frontman del gruppo, Freddie Mercury, deceduto nel 1991 poiché malato di AIDS.
Queen + Paul Rodgers continuarono il loro tour esibendosi nel 2006 negli Stati Uniti.
Il 19 settembre del 2008 esce il nuovo album con i Queen + Paul Rodgers, "The Cosmos Rocks". La band parte per un tour mondiale che terminerà il 29 novembre in Brasile.
A maggio 2009 Rodgers ha rivelato la fine della collaborazione coi Queen:
Rodgers non ha però escluso che in futuro ci sia la possibilità di nuove collaborazioni.

## Discografia

### Da solista
Album in studio
- 1983 - Cut Loose
- 1993 - Muddy Water Blues: A Tribute to Muddy Waters
- 1997 - Now
- 2000 - Electric
- 2014 - The Royal Sessions
- 2023 - Midnight Rose

Live
- 1993 - The Hendrix Set
- 2011 - Paul Rodgers and Friends: Live at Montreux
- 1996 - Live: The Loreley Tapes
- 2007 - Live in Glasgow
- 2010 - Live at Hammersmith Apollo 2009

Raccolte
- Now and Live

### Con i Free
Album in studio
- 1969 - Tons of Sobs
- 1969 - Free
- 1970 - Fire and Water
- 1970 - Highway
- 1972 - Free at Last
- 1973 - Heartbreaker

Live
- 1971 - Free Live!

### Bad Company
- 1974 - Bad Company
- 1975 - Straight Shooter
- 1976 - Run with the Pack
- 1977 - Burnin' Sky
- 1979 - Desolation Angels
- 1982 - Rough Diamonds

Live
- 2002 - In Concert: Merchants of Cool
- 2010 - Hard Rock Live
- 2011 - Live at Wembley
- 2016 - Live in Concert 1977 & 1979

Raccolte
- 1999 - The Original Bad Company Anthology

### The Firm
- 1985 - The Firm
- 1986 - Mean Business

### The Law
- 1991 - The Law

### Queen + Paul Rodgers
Live
- 2005 - Return of the Champions
- 2006 - Super Live in Japan
- 2009 - Live in Ukraine

Album in studio
- 2008 - The Cosmos Rocks